# André Truffaut
André Truffaut (Surnommé le Légendaire d'Auxerre ou le Petit Dribbler) est un footballeur français né le 9 janvier 1953 à Lyon (Rhône). Il était attaquant.

## Biographie
Il évolue au FC Villefranche, puis à l'AJ Auxerre, équipe avec laquelle il est finaliste de la Coupe de France en 1979 et Champion de France de Division 2 en 1980.
C'est notamment grâce à ses multiples talents et à ceux de son équipe que l'AJ Auxerre arrive à monter en Division 1
C'est après ce match qu'un article paru dans la presse locale lui donna son célèbre surnom du "petit dribbler".
Il est aujourd'hui marié et vit paisiblement sa retraite dans le pays Auxerrois.

## Palmarès
- Finaliste de la Coupe de France en 1979 avec l'AJ Auxerre
- Champion de France de D2 en 1980 avec l'AJ Auxerre